# كينغز ريبتون (كامبريدجشير)
كينغز ريبتون (بالإنجليزية: Kings Ripton)‏ هي قرية و أبرشية مدنية تقع في المملكة المتحدة في إنجلترا. يقدر عدد سكانها بـ 168 نسمة .